# Ічинський
Ічинський (рос. Ичинский) — селище у Соболевському районі Камчатського краю Російської Федерації.
Населення становить 30 (2018) осіб (2018). Селище розташоване на міжпоселеннєвій території.

## Історія
До 1 червня 2007 року у складі Камчатської області, відтак у складі Камчатського краю. Згідно із законом від 22 жовтня 2004 року органом місцевого самоврядування є міжпоселеннєва територія.

## Населення
| 1926 | 2002 | 2010 | 2012 | 2013 | 2014 | 2015 |
| ---- | ---- | ---- | ---- | ---- | ---- | ---- |
| 92   | ↗128 | ↘60  | ↗61  | ↘56  | ↘50  | ↘43  |
| 2016 | 2017 | 2018 |      |      |      |      |
| ↘38  | ↘31  | ↘30  |      |      |      |      |